# Aeroporto Internazionale Greater Rochester
L'Aeroporto Internazionale Greater Rochester (IATA: ROC, ICAO: KROC) è un aeroporto civile statunitense situato a 4,8 km a sudovest del centro di Rochester, nella Contea di Monroe. L'aeroporto, situato a 170 m s.l.m. e utilizzato per voli domestici, dispone di un unico terminal passeggeri e di tre piste in asfalto: la prima con orientamento 04/22 lunga 2.439 metri, la seconda con orientamento 07/25 lunga 1.219 metri, e la terza con orientamento 10/28 lunga 1.951 metri.